# Bad Religion
Bad Religion es una banda estadounidense de punk rock fundada en 1980 en el sur de California por Greg Graffin (voz), Jay Bentley (bajo), Jay Ziskrout (batería) y Brett Gurewitz (guitarra), a la que se le adjudica haber guiado el resurgimiento del punk rock en el mainstream, así como haber influenciado a lo largo de su trayectoria a un gran número de músicos del punk y del rock. 
La banda ha contado con diferentes alineaciones a lo largo de sus años de existencia, siendo Graffin el único miembro que ha sido constante; no obstante, la banda cuenta en el siglo XXI con tres de sus miembros originales: Greg Graffin, Brett Gurewitz y Jay Bentley.
Ha lanzado diecisiete álbumes de estudio, dos EP, tres álbumes compilatorios, un álbum en directo y tres DVD. Su álbum Suffer ha sido valorado por algunos críticos como el álbum de punk rock más relevante de todos los tiempos, aunque nunca tuvo un puesto de popularidad en la lista Billboard. En 1993 la banda alcanzó un puesto de cartelera con su álbum Recipe for Hate, ese acontecimiento les dio fama mientras les aseguró el puesto número 14 de la lista Heatseekers de la Billboard de ese año. Su mayor éxito vino con Stranger than Fiction el primer álbum con el que consiguieron el disco de oro en Estados Unidos, desprendiéndose de él reconocidos singles como «21st Century (Digital Boy)» e «Infected». La banda se mantuvo cosechando éxitos de manera más discreta en su nueva discográfica, Warner, sin Brett Gurewitz, quien se retirara en 1994 por motivos personales. El 2001 fue un año importante para la banda ya que marcó la vuelta de Gurewitz y el regreso de Bad Religion a Epitaph, discográfica de música independiente de la cual es el dueño. Desde este «renacer» para la banda, se ha mantenido con la misma alineación durante más de diez años seguidos y cinco álbumes.
Son conocidos particularmente por su sofisticado uso del estilo, metáfora, vocabulario, uso de íconos y armonías vocales (los denominados por la banda como oozin' aahs); esto último consagrándolos como pioneros del naciente hardcore melódico. Sus letras suelen ser reflexivas en torno a sentimientos personales, ideologías de vida y responsabilidad social.

## Historia

### Orígenes (1979-1985)
Los orígenes de Bad Religion se remontan a finales de la década de los años 1970, cuando unos adolescentes del instituto El Camino Real High School, situado en el angelino distrito de Woodland Hills, en el Valle de San Fernando, coinciden en sus aficiones musicales y deciden formar una banda con influencias del punk del momento de bandas como Adolescents, Black Flag o Germs.
El grupo en ese momento lo componían Greg Graffin (voz), Jay Ziskrout (batería), Brett Gurewitz (guitarra) y Jay Bentley (bajo). La escena punk, pese al éxito de grupos antes mencionados como Black Flag o los históricos Ramones y Sex Pistols, aún era complicada para las bandas jóvenes que emergían y pedían una oportunidad. Por eso, Brett Gurewitz, alias Mr. Brett, se aventuró en la creación de un sello discográfico independiente con el que poder lanzar los discos de Bad Religion y, de paso, poder ayudar y a las bandas punk rock que comenzaban en la música. Gurewitz recuerda que la situación era «una escena gris en la que solo había bandas de colegio; por eso decidimos escribir nuestra propia historia y, de paso, ayudar a otros a escribirla. Porque no teníamos cabida, tan solo había unos pocos sellos de punk que estaban en la frontera entre lo que hacíamos y el pasado. Pero, a la vez, también había un caldo de cultivo de bandas que pedían a gritos editar sus primeros siete pulgadas. Eso es lo que nos terminó de animar».
Gurewitz fundó Epitaph, sin saber en ese momento el punto de inflexión que supondría ese modesto sello en el mundo del punk rock y del rock alternativo, estadounidense sobre todo, en el futuro. La banda graba su primer trabajo, un EP autotitulado Bad Religion, compuesto por seis canciones y lanzado mediante Epitaph en 1981. Tras ese trabajo, la banda graba su primer álbum de estudio, How Could Hell Be Any Worse?, en el que contaría con la colaboración de uno de los futuros guitarristas, Greg Hetson, que aportó un solo de guitarra en el tema Part III. En aquel momento, Hetson era guitarrista de Circle Jerks, pero compatibilizaría ambos grupos en el futuro. Durante la grabación del disco debut, comienzan a aparecer lo que sería una de las constantes en la banda californiana: los cambios en la formación. Jay Ziskrout deja la banda, tras haber grabado 8 canciones, y es sustituido por Pete Finestone, quien graba las 6 restantes. El disco tuvo una buena acogida, vendiendo más de 10 000 copias y, lo más importante, reclutando una importante legión de fanes.
En 1983 comienzan a introducir nuevos sintetizadores y teclados en el segundo disco, Into the Unknown, que les llevan a un sonido más progresivo. Sus seguidores no encajaron nada bien este cambio en la música de Bad Religion y criticaron muy duramente el álbum. Además, la formación había vuelto a cambiar, ya que Finestone dejó la banda y en su lugar entró Davy Goldman en la batería. También Jay Bentley dejó el bajo y fue sustituido por Paul Dedona. Comienzan también las primeras crisis internas y todo provoca que la banda sufra su primera ruptura. El disco está fuera del mercado y las ventas no superaron a las de How Could Hell Be Any Worse?. Un año más tarde, en 1984, Gurewitz deja la banda para tratarse de su adicción a las drogas y es reemplazado por Hetson, que ya trabajó en el disco debut de la formación. Este habla con Graffin y le propone volver a los estudios de grabación para grabar su segundo EP, Back to the Known. En este trabajo Tim Gallegos entra a ocupar el bajo en lugar de Dedona, y Finestone vuelve a la batería. Des 1984 a 1988 no se produce ninguna novedad en cuanto a grabación de nuevo material pero Finestone vuelve a marchar, es sustituido por John Albert y este, a su vez, por Lucky Lehrer.

### Reunión y primer auge de Bad Religion (1986-1993)

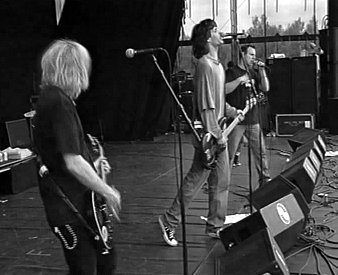
Bad Religion en un concierto de 1995 en Holanda.

Bentley, Finestone y Gurewitz vuelven a la banda en 1986 y se prepara la grabación de su tercer álbum, Suffer. Este disco sería lanzado en 1988 mediante Epitaph y es uno de los primeros éxitos de la banda y del movimiento punk rock californiano de finales de los años 1980. Representó un punto inflexión en el punk, a partir de una personal fusión de punk y melodías folk, Bad Religion se erigieron como creadores de un nuevo género, el hardcore melódico, que sería más adelante imitado por numerosas bandas de California y, más tarde, del resto del mundo. Al éxito de Suffer le siguieron en 1989 No Control y Against the Grain, en 1990, completando una trilogía y colocándolos en el número 1 de las bandas punk rock del momento y del hardcore melódico. En 1992 la banda grabó Generator, con algunos cambios como canciones más largas y más trabajadas y también se produjo la enésima y definitiva marcha de Finestone en la batería, ocupándola Bobby Schayer. Sin embargo, esta sería la última fuga de Finestone de la banda, ya que no volvió más.
Recipe for Hate, el séptimo álbum de la banda, se lanzó en 1993 y sería el último con Epitaph. La banda firmó por Atlantic y el disco fue distribuido por ambos sellos. Como novedad destacar el éxito del sencillo "Watch It Die", con la colaboración de Eddie Vedder, líder de Pearl Jam. El álbum obtuvo el decimocuarto lugar en el Billboard estadounidense. Sin embargo, los seguidores de Bad Religion les acusaron de «vendidos» por haberse marchado a una multinacional, Atlantic Records, que les aseguraba una mejor distribución, ya que en ese momento Epitaph estaba sobrecargada y ocupada con las bandas que tenía contratadas como NOFX, Rancid, Offspring o Pennywise. Pero los seguidores no lo vieron así y se lo reprocharon duramente. En ese mismo año, la banda grabó una canción aparte, "Leaders and Followers", para la banda sonora de la película Clerks.

### Marcha de Gurewitz y de Epitaph (1994-2001)
El 1994 sería un año caliente en Bad Religion y en el punk rock. La banda lanzó Stranger than Fiction, uno de los mejores álbumes de la agrupación y del punk rock y hardcore melódico. Este sería el último álbum de grabación en el que trabajase Gurewitz en su primera, y única marcha, y el único disco de Bad Religion que recibió el disco de oro de la RIAA tras haber despachado medio millón de copias. Stranger Than Fiction cuenta también con aportaciones notables del mundo del punk rock como Tim Armstrong de Rancid y Jim Lindberg de Pennywise. Mr. Brett decidió marcharse de la banda para dedicarse exclusivamente a Epitaph, en pleno éxito con Smash, de The Offspring, el disco más vendido de la historia de la música por un sello independiente. Los seguidores de Bad Religion no le perdonaron su marcha y lo acusaron de abandonar por dinero gracias al éxito de la banda de Dexter Holland. Brian Baker, notable músico punk, sustituyó a Gurewitz tras haber pasado por bandas como Minor Threat o Dag Nasty. Además, en 1995 Epitaph publicó por su cuenta el recopilatorio All Ages, lo que provocó el primer desencuentro entre Brett y sus antiguos compañeros.

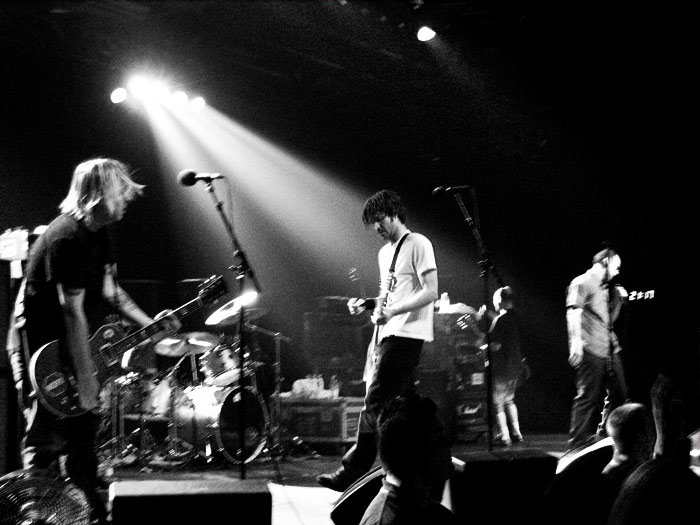
Bad Religion durante un concierto en Estocolmo, en 2004.

A partir de este momento, la capacidad creativa de la banda se vio seriamente afectada y todo el peso creativo recayó en Graffin. El resultado fue The Gray Race, en 1996. Las discretas ventas fueron suplidas por una espectacular gira mundial tras la cual lanzaron mediante Epic Records, en 1997, Tested, un álbum en directo que repasa lo mejor de la misma. Un año más tarde salió a la luz No Substance, décimo álbum de la banda y que tampoco gozó de éxito ni de buenas cifras.
Con The New America y a las puertas del siglo XXI, la banda comienza a retomar el vuelo. En primer lugar marchan a grabar este álbum a Kauai, Hawái y se empiezan a observar indicios de reconciliación con Mr. Brett, que colabora con la banda en una canción del álbum. The New America supondrá, también, el último disco con Atlantic. En 2001, Bad Religion vuelve a ingresar en Epitaph, y se retira el batería Bobby Schayer por una lesión en el hombro que lo apartaría definitivamente de la música. Lo sustituye el joven Brooks Wackerman, que había sido batería de The Vandals, Infectious Grooves y Suicidal Tendencies.

### Regresos de Gurewitz y Epitaph (2001-presente)
En 2002 salió a la venta The Process of Belief, ya con Epitaph y Mr. Brett de nuevo en la formación, lo que provoca que la expectación por este disco sea muy alta, así como por tener los ingredientes para volver al antiguo y añorado sonido de Bad Religion. Gurewitz admite: «tuve que dejar Bad Religion porque mi vida era una locura. He regresado porque necesitaba hacer música y tenía un vacío en mi vida. Afortunadamente el grupo estaba prepararado para el reencuentro. Ahora mi vida personal está en orden y tengo la habilidad para estar en una banda de nuevo». En 2004 la banda publicó su decimotercer álbum de estudio, The Empire Strikes First, que logra el puesto 40 en el Billboard 200 de ese año. También en 2004 la banda participa en el Warped Tour junto a varios de los grupos más importantes del punk rock y del rock alternativo estadounidense del momento, se embarcan en una gira norteamericana con Rise Against y visitan Brasil junto a Pennywise.
En 2006 la banda publica su primer DVD, Live at the Palladium, que recoge dos días de concierto en la prestigiosa sala Palladium de Hollywood, entrevistas con la banda, fotos exclusivas y vídeos grabados durante sus primeros años de existencia. Un año después, la banda californiana lanza New Maps of Hell, decimocuarto álbum de estudio, con el éxito del sencillo «Honest Goodbye».
Bad Religion comenzó a componer su decimoquinto álbum, The Dissent of Man, cuyo lanzamiento se realizó en el año 2010 y el 22 de enero de 2013 se publicó el decimosexto álbum de estudio de la banda, titulado True North.
El 29 de octubre de 2013, Bad Religión lanzó su primer disco navideño, Christmas Songs.
El 3 de mayo de 2019 la banda publica el álbum Age of Unreason y acto seguido se embarca en una gira europea dentro del cartel del festival itinerante Punk In Drublic, promovido por sus contemporáneos NOFX. En la grabación del mismo ya participan Mike Dimkich y Jamie Miller a la guitarra y batería respectivamente.

## Logo

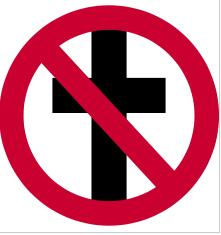
Crossbuster

El logotipo de Bad Religion ha sido llamado por los fanes como «Crossbuster». Cuenta con una cruz de color negro con una señal de prohibición de color rojo sobre ella. Fue creado por el guitarrista Brett Gurewitz que simplemente la dibujó en un trozo de papel y se la mostró al resto de la banda. Brett pensó que sería una buena forma de molestar a sus padres.
En el documental Along the Way, el líder Greg Graffin afirma que lamenta la elección de este símbolo ya que puede llegar a evitar que personas religiosas se beneficien del mensaje de la banda. Cuando se le pregunta al bajista Jay Bentley al respecto en el documental, afirma que el símbolo solo tenía la intención de «joder a nuestros padres», que era «algo fácil de poner en nuestras camisetas y también para los niños y adolescentes al pintar con aerosol en las paredes» y que cuando la gente le pregunta que significa responde «lo que tú creas que significa». El guitarrista Greg Hetson afirma en el documental que representa la lucha contra lo establecido. Brian Baker, quien se unió a la banda más tarde lo resume así: «El nombre de Bad Religion y el logotipo de Crossbuster se inició en la mente de dos jóvenes de 15 años que estaban tratando de encontrar el nombre más ofensivo. No se trata de personas que pensaban que en veinte años estarían haciendo entrevistas».
El logotipo también se usó en las portadas de sus primeros EP de 1981: en su álbum homónimo y en 1985 en Back to the Known, también en el disco New Maps Of Hell (en el dibujo del CD) y se puede encontrar en otros álbumes incluyendo a Suffer (en la parte posterior de la camiseta del niño en llamas), en No Substance (en el pecho derecho de Kristen Johnston), 
en The Process of Belief (en el interior del folleto hay un trozo pequeño mezclado con todos los símbolos) y en 30 Years Live (en el cero del número 30).

## Miembros

### Miembros
| - Greg Graffin: voz principal, teclados (1979-presente) - Brett Gurewitz: guitarra, coros (1979-1984, 1986-1994, 2001-presente) - Mike Dimkich: guitarra (2013-presente) - Brian Baker: guitarra, coros (1994-presente) - Jay Bentley: bajo, coros (1979-1982, 1986-presente) - Jamie Miller: Batería (2015-presente) | - Greg Hetson: guitarra, coros (1984-2013) - Paul Dedona: bajo (1982-1984) - Tim Gallegos: bajo (1984-1986) - Jay Ziskrout: batería (1979-1981) - Davy Goldman: batería (1982-1984) - John Albert: batería (1985-1986) - Lucky Leher: batería (1986) - Pete Finestone: batería (1981-1982, 1984-1985, 1986-1991) - Bobby Schayer: batería (1991-2001) - Brooks Wackerman: batería (2001-2015) |

## Discografía

### Álbumes de estudio
| Año  | Álbum                        | Posición en EE.UU. | Discográfica       |
| ---- | ---------------------------- | ------------------ | ------------------ |
| 1981 | How Could Hell Be Any Worse? | Sin posición       | Epitaph            |
| 1983 | Into the Unknown             | Sin posición       | Epitaph            |
| 1988 | Suffer                       | Sin posición       | Epitaph            |
| 1989 | No Control                   | Sin posición       | Epitaph            |
| 1990 | Against the Grain            | Sin posición       | Epitaph            |
| 1992 | Generator                    | Sin posición       | Epitaph            |
| 1993 | Recipe for Hate              | 14 (Heatseekers)   | Epitaph / Atlantic |
| 1994 | Stranger than Fiction        | 87                 | Atlantic           |
| 1996 | The Gray Race                | 56                 | Atlantic           |
| 1998 | No Substance                 | 78                 | Atlantic           |
| 2000 | The New America              | 88                 | Atlantic           |
| 2002 | The Process of Belief        | 49                 | Epitaph            |
| 2004 | The Empire Strikes First     | 40                 | Epitaph            |
| 2007 | New Maps of Hell             | 35                 | Epitaph            |
| 2010 | The Dissent of Man           | 35                 | Epitaph            |
| 2013 | True North                   | 19                 | Epitaph            |
| 2019 | Age of Unreason              | ??                 | Epitaph            |

### EP
- Bad Religion (1981)
- Back to the Known (1984)
- Christmas Songs (2013)

### Recopilaciones
- '80-'85 (1991)
- All Ages (1995)
- Punk Rock Songs (The Epic Years) (2002)

### Grabaciones en directo
- Tested (1997)
- 30 Years Live (2010)

### Vídeos (DVD)
- Along the Way. VHS/DVD (1990)
- Big Bang. VHS (1991)
- The Riot. DVD (2000)
- Live at the Palladium. DVD (2006)

## Giras
- Early shows (1980–1987)
- Suffer Tour (1988–1989)
- No Control Tour (1990)
- Against the Grain Tour (1991)
- Generator Tour (1992–1993)
- Recipe for Hate Tour (1993–1994)
- Stranger than Fiction Tour (1994–1995)
- The Gray Race Tour (1996–1997)
- Tested Tour (1997)
- Vans Warped Tour (1997, 1998, 2002, 2004, 2007, 2009)
- No Substance Tour (1998–1999)
- The New America Tour (2000–2001)
- The Process of Belief Tour (2002–2003)
- The Empire Strikes First Tour (2004–2006)
- New Maps of Hell Tour (2007–2009)
- 30 Years Live Tour (2010)
- The Dissent of Man Tour (2010–2011)
- Rise Against and Four Year Strong Tour (2011)
- Australian Soundwave Tour (2012)
- True North Tour (2013–2014)
- Summer Nationals Tour with the Offspring and Pennywise (2014)
- North American and European Tours (2015)
- South American and European Tours (2016)
- The Vox Populi Tour with Against Me! and Dave Hause (2016)
- European Tour (2017)
- Punk in Drublic Tour (2017)
- Punk in Drublic Tour Germany (2019)
- Age of Unreason Tour North America (2019)
- United States Tour with Alkaline Trio and War on Women (2021)